# ژنتیل کاردوسو
ژنتیل کاردوسو (پرتغالی: Gentil Cardoso; ۵ ژوئیهٔ ۱۹۰۶ – ۸ سپتامبر ۱۹۷۰) بازیکن و مربی فوتبال اهل برزیل بود.
وی در سال ۱۹۵۹ سرمربی تیم ملی فوتبال برزیل بوده‌است.